# نیژنیه لمزی
نیژنیه لمزی (انگلیسی: Nizhniye Lemezy) یک شهرک در شهرستان ایگلینسکی استان باشقیرستان کشور روسیه است.